# Município de Damavand

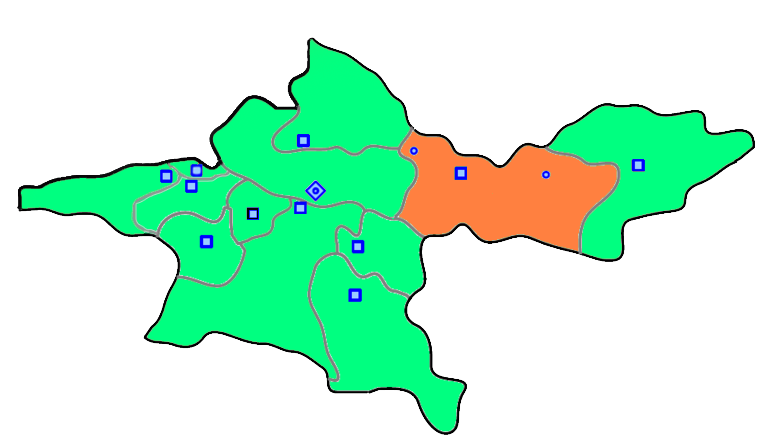
Localização do condado na província de Teerã

O município de Damavand (em persa: دماوند) é um município da província de Teerã, no Irã. Sua capital é a cidade de Damavand.